# رنا القليوبي
رنا القليوبي مهندسة ومخترعة مصرية، أسست شركة أفكتيفا Affectiva بهدف تطوير «الذكاء العاطفي للأجهزة التكنولوجية». وهي شركة تعمل في مجال تحليل الشعور والانفعالات الإنسانية، والتي نشأت داخل مختبر معهد ماساتشوستس للتكنولوجيا. حاصلة على البكالوريوس والماجستير عامي 1998 و2000 على التوالي في علوم الكمبيوتر من الجامعة الأمريكية بالقاهرة وعلى الدكتوراه من جامعة كامبريدج، وتم اختيارها كعضو في مجلس أمناء الجامعة الأمريكية بالقاهرة عام 2015.

## حياتها
ولدت رنا القليوبي عام 1978، وبدأت رحلتها من القاهرة إلى بوسطن بدراستها حاسبات ومعلومات وتجارة وإلكترونيات بالجامعة الأمريكية بالقاهرة ثم زاد اهتمامها بالتفاعل بين الإنسان والحاسوب وكيف يمكن للتكنولوجيا أن تطور هذه العلاقة مع تزايد الوقت الذي يقضيه المستخدم على الأجهزة الإلكترونية. حصلت رنا على الماجيستير من القاهرة ثم الدكتوراة من جامعة كامبريدج وكان تركيزها على بناء حاسوب يمكنه قراءة المشاعر. عادت لمصر بعد الدكتوراة واشتغلت بالتدريس بالجامعة الأمريكية لمدة سنة فقد كان حلمها الاشتغال بالمجال الأكاديمي ثم حصلت على وظيفة بحثية في معهد ماساتشوستس للتكنولوجيا MIT حيث كانت تتنقل بين القاهرة وبوسطن لمدة عامين متواصلين قبل أن تبدأ شركتها في ظل دعم كبير من زوجها الذي يعمل بمجال الإلكترونيات أيضا.

## إنجازاتها
قامت، من خلال شركة إفيكتيفا، التي تركز على استشعار وتحليل العاطفة، بعمل اختراع يجعل أجهزة الكمبيوتر تتعرف على الشعور الإنساني بناء على تعبيرات الوجه وردود الفعل، وهو ما استحقت عليه الشركة جائزة. وقامت كعالمة أبحاث بمختبر معهد ماساتشوستس للتكنولوجيا قبل إنشائها لإفيكتيفا بقيادة تطبيقات تكنولوجيا العاطفة في مجموعة متنوعة من المجالات بما في ذلك بحوث الصحة النفسية والتوحد.هي المدير التنفيذي لـ”أفكتيفا” وعضو مجلس إدارة منظمة “تك وادي” الأمريكية غير الربحية تعمل فيها على دعم رائدات الأعمال النساء في الشرق الأوسط بالإضافة لكونها عضوة بمجلس أمناء الجامعة الأمريكية.
كما نشرت أعمالها في العديد من المنشورات بما في ذلك مجلة نيويوركر، ووايرد، وفوربس، وفاست كومباني، ووول ستريت جورنال، ونيويورك تايمز، وسي ان ان وتايم. وكانت القليوبي من متحدثي TED، وتم اختيارها ضمن أكثر سبعة سيدات أقوياء عام 2014 من قبل مجلة Entrepreneur  كما أدرجت في قاعة الشهرة للنساء المتخصصين في مجال الهندسة.
كما تم اختيار القليوبي في قائمة MITTechnology لعام 2012 لأفضل 35 مبتكر تحت سن 35 واختيرت أيضا في قائمة Advertising Age لأفضل 40 مبتكر تحت سن 40.
وفي عام 1998 تلقت القليوبي كأس الرئيس من الجامعة الأمريكية بالقاهرة لتخرجها الأولى على دفعتها. وعلى مدى الخمسة عشر سنة الماضية، اكتسبت القليوبي خبرة واسعة في الأوساط الأكاديمية وقطاع الأعمال. وبعد أن عاشت في مصر والخليج والمملكة المتحدة وحاليا بالولايات المتحدة الأمريكية.

## أفكتيفا
أطلقت رنا “أفكتيفا” كشركة تكنولوجية تطور الأجهزة الإلكترونية لقراءة المشاعر من مصر في أبريل 2009 وتتخذ من بوسطن مقرا لها وتواصل سفرها المكوكي بين المدينتين حيث يعمل فريق من 20 شخصا في مصر و30 في أمريكا.
في خلال أقل من ثلاث سنوات، وصلت أفكتيفا في إلى 75 دولة أكثرهم استخداما للتكنولوجيا كانت الهند والصين وأمريكا وفيتنام وإندونيسيا وتايلاند. وسجلت الشركة 7 براءات اختراع ولا زال لديها 30 على القائمة في قراءة المشاعر في مناخ رقمي عبر الخوارزميات وتطبيقات في الألعاب والشبكات الاجتماعية وكيفية توقع التكنولوجيا لرد الفعل بعد مشاهدة الإعلان لتحديد إذا كان المشاهد سيشتري المنتج أم سيكتفي بمشاركته في دائرته وأيضا كشف التكنولوجيا لمشاعر الألم من خلال مراقبة الوجه.
وتقول رنا عن بداية تطبيق تكنولوجيا قراءة المشاعر "بدأ تطبيق النظام الإلكتروني الذي أعددته في دراستي في كامبريدج على الأطفال المصابين بالتوحد في بريطانيا وفي أحد اللقاءات تعرفت على روزالين بيكارد، مؤلفة كتاب “الحوسبة الوجدانية” Affective Computing وعملنا سويا وحصلت على تمويل من إحدى المنظمات العلمية الأمريكية لتطوير تكنولوجيا تساعد هؤلاء الأطفال في معهد ماساتشوستس للتكنولوجيا. عملت على المشروع مع بيكارد لمدة ثلاث سنوات في المعهد وتعاونت مع إحدى المدارس الخاصة واستخدمنا نظارة جوجل التي يرتديها الأطفال لتقرأ لهم مشاعر من حولهم" وأستطردت «للطلبة في معهد ماساتشوستس فرصتين سنويا لعرض مشروعاتهم التي يعملون عليها أمام شركات مختلفة. طوال السنوات الثلاث من 2006-2009 ونحن نعرض ما طورناه على أنه تكنولوجيا التوحد والشركات تقترح علينا استخدامات أخرى مثل استجابة الجمهور لإعلانات شركات المشروبات الغازية أو في السيارات لتنبيه السائقين في حالة النوم أثناء القيادة. في السنة الأخيرة، عرضت 18 شركة شراء التكنولوجيا التي طورناها لكن لم نستطع البيع لأننا نعمل في إطار الجامعة. طلبنا من مديرنا مزيدا من الباحثين فقال إنها ليست مشكلة بحثية ووجدها فرصة تجارية فنصحنا بتأسيس شركة. ترددت في البداية لأني لا أجيد البيزنس لكن أقنعني فكرة أني سأخذ ما بنيته وأطبقه على مستوى العالم كله وأصبحت أنا وبيكارد شريكتان في الشركة»

## وصلات خارجية
- موقع الشركة افكتيفا: http://www.affectiva.com/
- /https://www.ted.com/talks/rana_el_kaliouby_this_app_knows_how_you_feel_from_the_look_on_your_face?language=ar